# Maria Teresa Bonzel

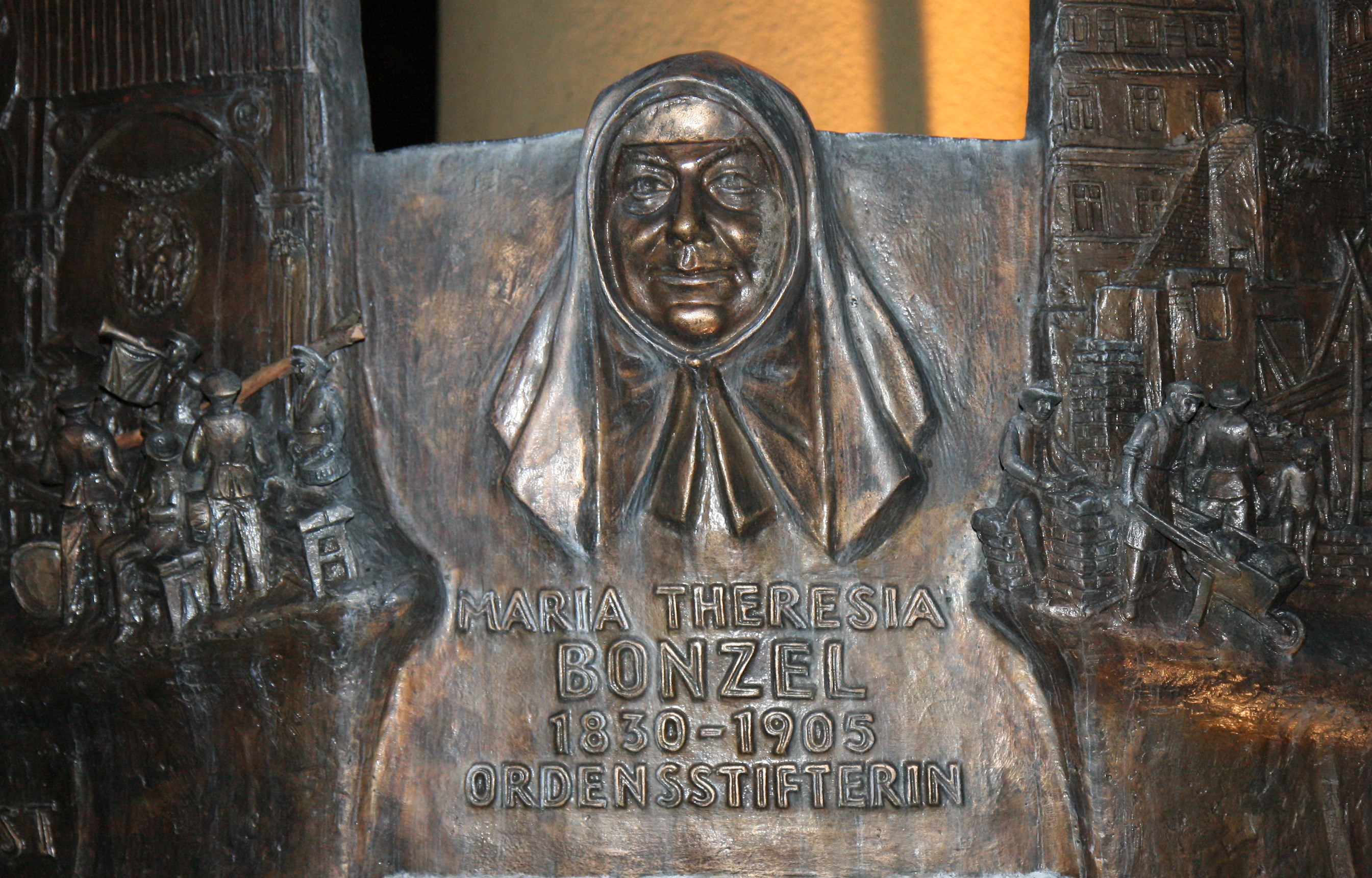
Tablica pamiątkowa

Maria Teresa Bonzel (niem. Maria Theresia Bonzel; ur. 17 września 1830 w Olpe jako Regine Christine Wilhelmine Bonzel, zm. 6 lutego 1905) – niemiecka zakonnica, błogosławiona Kościoła katolickiego.

## Życiorys
Regina Christine Wilhelmine Bonzel urodziła się 17 września 1830 roku w Olpe w Niemczech. Postanowiła służyć ubogim. Złożyła śluby zakonne i przyjęła imię Maria Teresa. Założyła Zgromadzenie Ubogich Sióstr Franciszkanek od Wieczystej Adoracji. Zmarła 6 lutego 1905 roku.

### Beatyfikacja
27 marca 2010 roku papież Benedykt XVI podpisał dekret o heroiczności jej cnót. 28 marca 2013 roku papież Franciszek zatwierdził cud dokonany za jej wstawiennictwem. Uroczysta beatyfikacja odbyła się 10 listopada 2013. Tego dnia w katedrze w Paderbornie w zachodnich Niemczech, prefekt Kongregacji Spraw Kanonizacyjnych, kardynał Angelo Amato, w imieniu papieża Franciszka, ogłosił Marię Teresę Bonzel błogosławioną.